# 1983年の全日本F3選手権
1983年の全日本F3選手権（1981ねんのぜんにほんF3せんしゅけん）は、1983年（昭和58年）3月12日 - 13日に鈴鹿サーキットで開幕し、同年11月5日 - 6日に鈴鹿サーキットで閉幕した全7戦による1983年シーズンの全日本F3選手権である。

## 概要
前年から問題視されていた参戦台数の減少が最も深刻化したシーズンとなった。原因としてはグラウンド・エフェクト・カー（ウイングカー）での参戦でなければ優勝や上位進出の権利が無くなったことにより、旧型車や中古シャシーを購入しての参戦意義が薄れた点、一方で参戦するために購入するウイングカー構造のラルト製シャシーも、旧世代の物より価格が上昇し参戦コストが増したことなどが挙げられた。参戦者は年間を通して15人であり、決勝レースが10台以下で行われたレースがほとんどであった。
開幕戦鈴鹿BIG2&4ではハヤシ・321に乗る鈴木亜久里が優勝し、第2戦西日本でも連勝。2連続のポールtoウィンであり、F3参戦開始5年目にして初めてポイントリーダーとしてタイトル争いを引っ張る存在となった。第3戦SUGOでは藤原吉政がポールポジションを奪うと、決勝で鈴木亜久里がリタイヤとなりノーポイントに終わる一方で藤原は2位でポイント差を詰める。第4戦以後藤原は最終戦まで4連勝と亜久里を突き放し、1983年シリーズチャンピオン獲得を決めた。藤原はこれまで日産・サニーなどでツーリングカーレースでのキャリアを重ねており、F3参戦初年度でチャンピオン獲得という快挙であった。若手では前年ランキング5位となっていた舘善泰がシーズン終盤に参戦復帰し、最終戦で2位に入る健闘を見せた。この活躍で舘は翌年のスピードスターレーシングのF2レギュラーシートを獲得し、一躍注目選手となった。
これまで全日本F3選手権に参戦するエンジンは、トヨタ・2T-Gエンジンのワンメイクといえる状況だったが、9月の第6戦鈴鹿よりCOXスピードがヨーロッパ各国のF3で使用されているフォルクスワーゲンエンジンでの参戦を開始。シンプルな構造と軽量であるという長所を持つこのエンジンは初戦から入賞し基本性能の高さを示した。
日本F3協会は同年の参戦台数の少なさを解消するべく、ヨーロッパ各国より先にF3でのイコールコンディション化を目標に、翌1984年からのフラットボトム規定導入を決定した。

## エントリーリスト
| 車番 | ドライバー                | 車名 （シャシー／エンジン）                                   | タイヤ | エントラント                 |
| ---- | ------------------------- | ------------------------------------------------------------- | ------ | ---------------------------- |
| 1    | 赤木広一（第1,2,4 - 7戦） | ハヤシ321 → ラ・モーダゴジ321 （ハヤシ321／トヨタ2T-G）       | D      | ハヤシレーシング             |
| 2    | 鈴木亜久里                | PERRIER321 → VENTURA321 （ハヤシ321／トヨタ2T-G）             | B      | ハヤシレーシング             |
| 3    | 奥村晃三                  | 佐川急便マーチ （マーチ793／トヨタ2T-G）                      | B      | HIRO RACING                  |
| 5    | 小野博行（第1,4戦）       | クロスロードマーチ （マーチ813／トヨタ2T-G）                  | Y      | MOレーシング                 |
| 6    | 吉川とみ子（第6,7戦）     | ユニコン320 （ハヤシ320／トヨタ2T-G）                         | B      | マリブモータースポーツクラブ |
| 7    | 吉川とみ子（第1,2,4戦）   | ユニコン320 （ハヤシ320／トヨタ2T-G）                         | B      | マリブモータースポーツクラブ |
| 7    | 室町健三（第5戦）         | 室町モーターズマーチ803 （マーチ803／トヨタ2T-G）             | D      |                              |
| 7    | 完山一男（第6戦）         | エンケイゼロ企画アドバンマーチ （マーチ783／トヨタ2T-G）      | Y      |                              |
| 8    | 山田英二（第1,4,6戦）     | HAYASHI320 （ハヤシ320／トヨタ2T-G）                          | B      |                              |
| 11   | 中川隆正                  | オートラマ320 （ハヤシ320／トヨタ2T-G）                       | D      | チームキタムラ               |
| 12   | 日置正典（第1戦）         | コクピット稲沢マーチ （マーチ803／トヨタ2T-G）                | B      | コクピット稲沢               |
| 15   | 小幡栄（第6,7戦）         | コックスワーゲンモータースポーツラルト （ラルトRT3／VW GX）   | B      | コックススピード             |
| 20   | 舘善泰（第4,6,7戦）       | オスカーT3C （オスカーT3C／トヨタ2T-G）                       | D      | オスカーレーシング           |
| 24   | 近江太郎（第7戦）         | ラルトRT3 （ラルトRT3／トヨタ2T-G）                           | Y      |                              |
| 26   | 藤原吉政                  | ウメダラルトRT3 → 本高砂屋ラルトRT3 （ラルトRT3／トヨタ2T-G） | D      | ウメダレーシング             |
| 81   | 坂本典正（第4,6,7戦）     | エクイップ803B （マーチ803B／トヨタ2T-G）                     | D      | チームエクイップ             |

タイヤ：B
＝ブリヂストン、D
＝ダンロップ、Y
＝横浜ゴム

## スケジュールおよび勝者
|       | 決勝日  | 開催イベント                     | 勝者       | ポールポジション | ファステストラップ |
| ----- | ------- | -------------------------------- | ---------- | ---------------- | ------------------ |
| 第1戦 | 3月12日 | 鈴鹿BIG2&4レース F3              | 鈴木亜久里 | 鈴木亜久里       | 鈴木亜久里         |
| 第2戦 | 4月3日  | 西日本レース・オブ・フォーミュラ | 鈴木亜久里 | 鈴木亜久里       | 鈴木亜久里         |
| 第3戦 | 4月24日 | SUGOチャレンヂカップレースF3     | 奥村晃三   | 藤原吉政         | 藤原吉政           |
| 第4戦 | 5月28日 | 鈴鹿サーキットJPSトロフィー F3   | 藤原吉政   | 藤原吉政         | 藤原吉政           |
| 第5戦 | 7月10日 | 筑波サーキットチャレンヂカップ   | 藤原吉政   | 鈴木亜久里       | 藤原吉政           |
| 第6戦 | 9月24日 | 鈴鹿グレート20レーサーズ F3      | 藤原吉政   | 藤原吉政         | 藤原吉政           |
| 第7戦 | 11月4日 | JAF鈴鹿グランプリ F3チャンピオン | 藤原吉政   | 舘善泰           | 藤原吉政           |

## シリーズポイントランキング
| 順位     | 1位 | 2位 | 3位 | 4位 | 5位 | 6位 | 7位 | 8位 | 9位 | 10位 |
| ポイント | 20  | 15  | 12  | 10  | 8   | 6   | 4   | 3   | 2   | 1    |
| -------- | --- | --- | --- | --- | --- | --- | --- | --- | --- | ---- |

- ベスト5戦の有効ポイント制[6]。
- 出走7-10台の場合は、1-6位に15-12-10-8-6-4のポイントが与えられ、7位以下は無得点(第1戦鈴鹿、第2戦西日本、第4戦鈴鹿、第7戦鈴鹿で適用)。
- 出走3-6台の場合は、1-3位に12-10-8のポイントが与えられ、4位以下は無得点(第3戦SUGO、第5戦筑波で適用)。
- 太字はポールポジション、斜字はファステストラップ。(key)

| ランキング | No. | ドライバー | SUZ | NIS | SUG | SUZ | TSU | SUZ | SUZ | ポイント |
| ---------- | --- | ---------- | --- | --- | --- | --- | --- | --- | --- | -------- |
| 1          | 26  | 藤原吉政   | 2   | 2   | 2   | 1   | 1   | 1   | 1   | 74 (94)  |
| 2          | 2   | 鈴木亜久里 | 1   | 1   | Ret | 2   | 3   | 2   | 4   | 62 (70)  |
| 3          | 3   | 奥村晃三   | 5   | 3   | 1   | 4   | 5   | 4   | 8   | 44       |
| 4          | 11  | 中川隆正   | Ret | Ret | Ret | Ret | 2   | 8   | 3   | 23       |
| 5          | 81  | 坂本典正   |     |     |     | 3   |     | 3   | Ret | 22       |
| 6          | 8   | 山田英二   | 4   |     |     | 5   |     | 7   |     | 18       |
| 7          | 1   | 赤木広一   | 3   | 4   |     | 8   | 4   | Ret | 5   | 16       |
| 8          | 20  | 舘善泰     |     |     |     | Ret |     | Ret | 2   | 12       |
| 9          | 15  | 小幡栄     |     |     |     |     |     | 6   | 6   | 10       |
| 10         | 6   | 吉川とみ子 | Ret | Ret |     | 7   |     | 5   | 7   | 8        |
| 11         | 5   | 小野博行   | 6   |     |     | 6   |     |     |     | 4        |
| 12         | 7   | 完山一男   |     |     |     |     |     | 9   |     | 2        |
| -          | 7   | 室町健三   |     |     |     |     | 6   |     |     | 0        |
| -          | 24  | 近江太郎   |     |     |     |     |     |     | 9   | 0        |
| -          | 12  | 日置正典   | Ret |     |     |     |     |     |     | 0        |

| 色     | 結果                  |
| ------ | --------------------- |
| 金色   | 優勝                  |
| 銀色   | 2位                   |
| 銅色   | 3位                   |
| 緑     | ポイント圏内完走      |
| 青灰色 | ポイント圏外完走      |
| 青灰色 | 周回数不足 (NC)       |
| 紫     | リタイヤ (Ret)        |
| 赤     | 予選不通過 (DNQ)      |
| 赤     | 予備予選不通過 (DNPQ) |
| 黒     | 失格 (DSQ)            |
| 白     | スタートせず (DNS)    |
| 白     | エントリーせず (WD)   |
| 白     | レースキャンセル (C)  |
| 空欄   | 欠場                  |
| 空欄   | 出場停止処分 (EX)     |